# Alumotantite
L'alumotantite è un minerale.